# Melitta whiteheadi
Melitta whiteheadi är en biart som beskrevs av Constance Margaret Eardley 2006. Melitta whiteheadi ingår i släktet blomsterbin, och familjen sommarbin. Inga underarter finns listade i Catalogue of Life.